# Монтебело (Витербо)
Монтебело је насеље у Италији у округу Витербо, региону Лацио.
Према процени из 2011. у насељу је живело 11 становника. Насеље се налази на надморској висини од 206 м.